# Tagblatt-Turm
Der Tagblatt-Turm in Stuttgart-Mitte, Eberhardstraße 61, ist ein frühes Hochhaus und ein Wahrzeichen der Stadt. Der Turm war von 1928 bis 1943 Sitz der Redaktion und des Verlags der namengebenden bis 1933 liberal-demokratischen Tageszeitung Stuttgarter Neues Tagblatt.

## Gebäude
Der Architekt Ernst Otto Oßwald plante den Turm ab 1924 gegenüber dem Kaufhaus Schocken als erstes Hochhaus in Stuttgart. Bauherr war das Stuttgarter Neue Tagblatt mit seinem Generaldirektor Carl Esser. Laut Oßwald arbeitete er bei dem Projekt engstens mit Esser zusammen. Heute gilt der Tagblatt-Turm als das erste in Sichtbeton ausgeführte Hochhaus der Welt. Der Bau erfolgte von 1927 bis 1928. Das Gebäude besitzt 18 Geschosse bei einer Höhe von 61 m, womit es höher war als der Turm des alten Rathauses aus dem Jahre 1905. Wegen seiner Höhe war der Bau während der Planung umstritten. Gebaut ist das Hochhaus über hakenförmigem Grundriss und ist durch Fensterbänder sowie Balkone horizontal gegliedert. Am 5. November 1928 wurde der damals Turmhaus genannte Erweiterungsbau feierlich seiner Bestimmung übergeben. Der ungewöhnlich aufwändig gestaltete Sichtbeton der Fassade ist seit 1978 hinter Mörtel verborgen. Das Gebäude ist als frühes Hochhaus, als erster Sichtbetonbau und als Dokument des neu-sachlichen Bauens seit 1978 als Kulturdenkmal von besonderer Bedeutung nach § 12 des Denkmalschutzgesetzes Baden-Württemberg ausgewiesen.
1927 baute die Firma Stahl im Tagblatt-Turm den seinerzeit höchsten Paternoster der Welt. Dieser wurde 1959 durch zwei Personenaufzüge der Firma Füller & Knörzer und diese 2005 wiederum durch den heutigen geräumigen Aufzug ersetzt.
Bereits seit Fertigstellung 1928 waren die Konturen des Tagblattturms beleuchtet, und zwar mit Gasentladungsröhren nach dem Patent des Daniel McFarlan Moore. Demontiert wurden die Röhren in den 1960er Jahren.
Nach dem Krieg diente der Tagblatt-Turm in gleicher Weise der Stuttgarter Zeitung bis zu deren Umzug in das von 1974 bis 1976 in Stuttgart-Möhringen errichtete Pressehaus Stuttgart im Jahre 1978.
Nach umfangreichen Umbauarbeiten an den umgebenden Gebäuden in den Jahren 2002 bis 2004 wurde der Tagblatt-Turm Namensgeber für die dort entstandene Kultur unterm Turm mit mehreren Theatern und Einrichtungen der Kulturpädagogik.
Die Denkmalstiftung Baden-Württemberg ernannte den Tagblatt-Turm im September 2014 zum Denkmal des Monats.

## Galerie

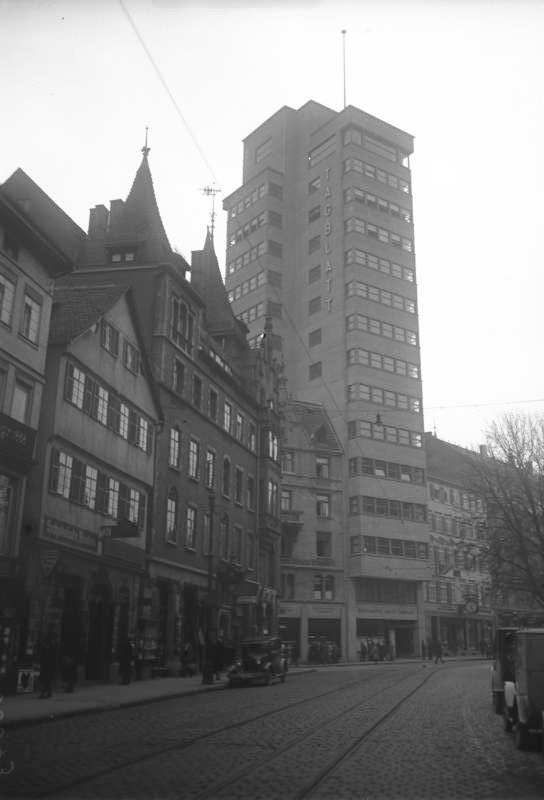
Tagblatt-Turm 1928
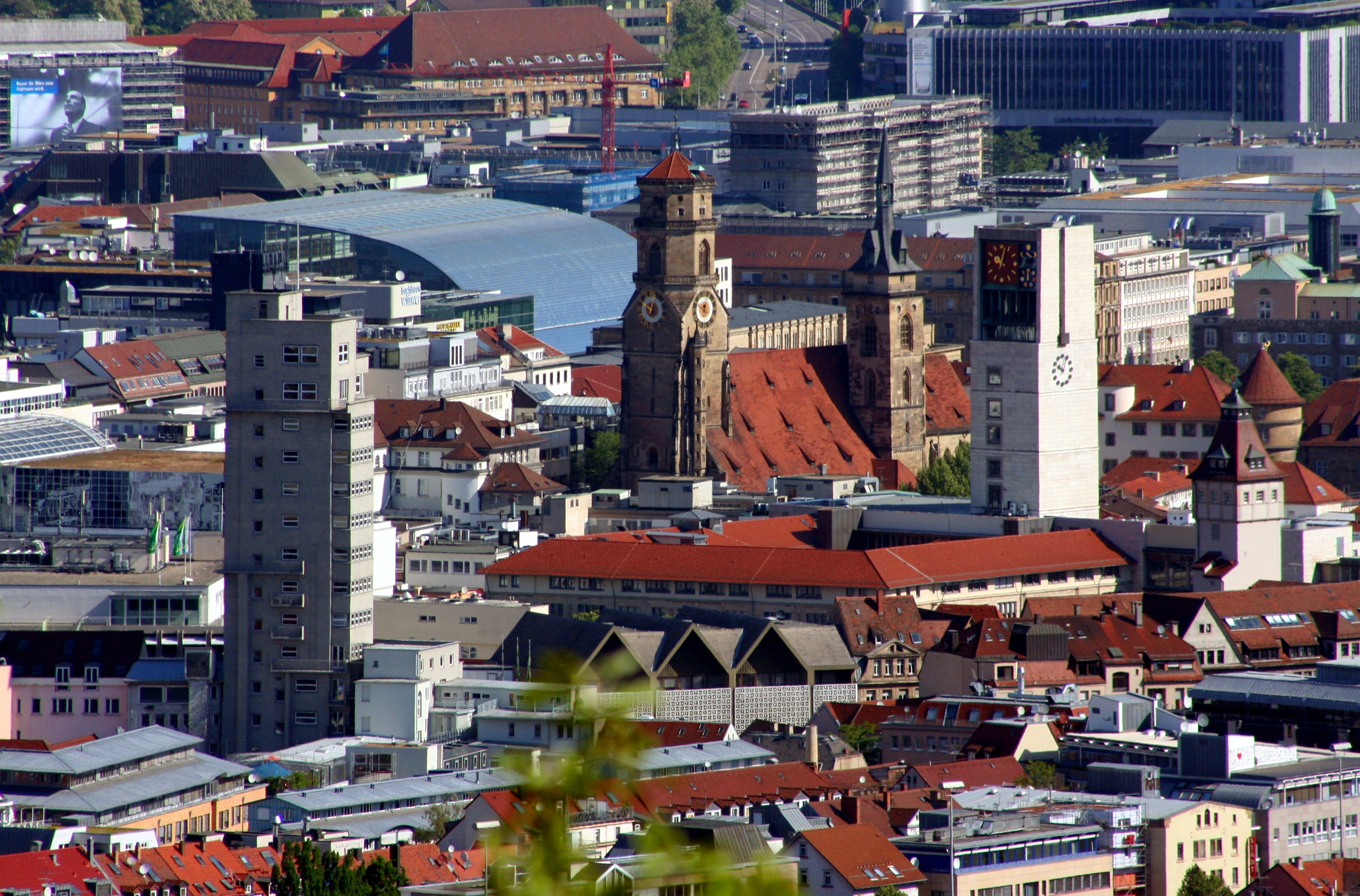
Der Tagblatt-Turm (links) im Stadtbild (mit Stiftskirche und weißem Rathausturm)